# وارنر (دهانه)
وارنر یک دهانه برخوردی در ماه‌ است.